# 194982 Furia
194982 Furia este un asteroid din centura principală de asteroizi.

## Descriere
194982 Furia este un asteroid din centura principală de asteroizi. A fost descoperit pe 19 ianuarie 2002 la Observatorul Schiaparelli de Luca Buzzi. Asteroidul prezintă o orbită caracterizată de o semiaxă mare de 2,46 ua, o excentricitate de 0,23 și o înclinație de 10,2° în raport cu ecliptica.